# 非金屬礦產
非金屬礦產，在地殼中可以直接開採與利用的非金屬礦物集合體，例如螢石、耐火黏土、白雲岩和石灰岩等。
目前世界上已知地殼中含有1,150多種礦產，依其性質和工業用途，可分為金屬礦、非金屬礦產和有機燃料礦床。非金屬礦產即為其中很大的一群。而屬於礦物的一群(，是指具有一定化學成分，通常有一定的結晶構造，有時會呈幾何學上獨特的外型或輪廓的天然物質)。